# Jakarta International Stadium
Jakarta International Stadium – stadion piłkarski w Dżakarcie w Indonezji. Mecze na tym obiekcie rozgrywa klub piłkarski Persija Dżakarta. Stadion jest jedną z aren Mistrzostw Świata U-17 2023.
Pojemność stadionu wynosi 82 000, a koszt realizacji budowy stadionu wyniósł 300 mln $. Stadion był nominowany do nagrody w konkursie Stadium of the Year 2022 organizowanym przez serwis Stadiony.net. 

## Problemy przed budową
Teren, na którym miał stanąć obiekt był podmokły, przez co długo trwał wykop gruntów pod stadion. Ponadto teren nie był gospodarowany i zamieszkiwany nielegalnie przez dzikich lokatorów. Konflikty z mieszkańcami wciąż odkładały datę rozpoczęcia budowy stadionu. W trakcie konfliktu zakładana była budowa stadionu o pojemności 50 000 z bieżnią lekkoatletyczną, zwanego Stadion BMW. Jednak wtedy biuro projektowe zaproponowało inną koncepcję, obiektu typowo piłkarskiego, znacznie większego i z rozsuwanym dachem.

## Otwarcie stadionu
W kwietniu 2022 roku rozegrano towarzyski młodzieżowy turniej, w którym zmierzyły się kadry U-18 FC Barcelony, Atlético Madryt, Bali United i drużyny złożonej z indonezyjskich gwiazd U20. Turniej był otwarty dla nielicznej publiczności.
Potem rozegrano premierowy mecz Persiji na nowym stadionie, towarzyskie spotkanie z tajskim klubem Chonburi FC.

## Architektura
Stadion posiada zwartą, zamkniętą formę. Na trybunach znajduje się 82 000 składanych pomarańczowych i szarych krzesełek. Stadion należy do najwyższych na świecie, a w nocy może tworzyć efekty świetlne. Możliwe jest złożenie dachu nad płytą boiska.